# Le Rivage oublié (roman)
Cet article concerne le roman de Kim Stanley Robinson. Pour film américain d'Anthony Harvey, voir Le Rivage oublié.
Le Rivage oublié (titre original : The Wild Shore) est un roman de science-fiction post-apocalyptique de l'écrivain américain Kim Stanley Robinson, publié en 1984 puis traduit en français et publié en 1987. Il s'agit du premier roman de l'auteur et le premier de la trilogie Orange County.
Le Rivage oublié a remporté le prix Locus du meilleur premier roman 1985.

## Résumé
Les États-Unis ont été détruits par une attaque nucléaire. Quelques dizaines d'années plus tard, les quelques communautés qui restent survivent difficilement d'autant plus que le reste du monde leur dénie le droit de se regrouper ou de retrouver un certain niveau technologique.
Le personnage principal, un jeune adulte, vit dans une communauté de Californie au nord de San Diego et va être mêlé avec un groupe d'amis à une action de résistance voulue par le maire de San Diego contre les japonais qui surveillent les côtes. 
C'est le point de départ de réflexions sur la survie, la nature, la vie en communauté. Le « bon vieux temps » dont parlent les anciens vaut-il vraiment mieux ? 

## Éditions
- The Wild Shore, Ace Books, 1er mars 1984, 371 p.  (ISBN 0-441-88870-4)
- Le Rivage oublié, J'ai lu, coll. « Science-fiction » no 2075, août 1986, trad. Jean-Pierre Pugi, 448 p.  (ISBN 2-277-22075-2)